# Premi Goya 2016
La cerimonia di premiazione della 30ª edizione dei Premi Goya ha avuto luogo il 6 febbraio 2016 al Centro de Congresos Príncipe Felipe di Madrid, presentata per la seconda volta da Dani Rovira.
Le candidature sono state annunciate il 14 dicembre 2015 nella sede dell'Academia de las Artes y las Ciencias Cinematográficas de España; il film che ha ricevuto più candidature è stato La novia di Paula Ortiz con 12 nomination, seguito a ruota da Nadie quiere la noche di Isabel Coixet con 9.

## Vincitori e candidati
I vincitori sono indicati in grassetto, a seguire gli altri candidati.
Sono indicati i titoli italiani; tra parentesi il titolo originale del film.

### Miglior film
- Truman - Un vero amico è per sempre (Truman), regia di Cesc Gay
- A cambio de nada, regia di Daniel Guzmán
- La novia , regia di Paula Ortiz
- Nadie quiere la noche, regia di Isabel Coixet
- Perfect Day (A Perfect Day), regia di Fernando León de Aranoa

### Miglior regista
- Cesc Gay - Truman - Un vero amico è per sempre (Truman)
- Paula Ortiz - La novia
- Isabel Coixet - Nadie quiere la noche
- Fernando León de Aranoa - Perfect Day (A Perfect Day)

### Miglior attore protagonista
- Ricardo Darín - Truman - Un vero amico è per sempre (Truman)
- Pedro Casablanc - B, la película
- Luis Tosar - Desconocido - Resa dei conti (El desconocido)
- Asier Etxeandía - La novia

### Miglior attrice protagonista
- Natalia de Molina - Techo y comida
- Inma Cuesta - La novia
- Penélope Cruz - Ma ma - Tutto andrà bene (Ma ma)
- Juliette Binoche - Nadie quiere la noche

### Miglior attore non protagonista
- Javier Cámara - Truman - Un vero amico è per sempre (Truman)
- Felipe García Vélez - A cambio de nada
- Manolo Solo - B, la película
- Tim Robbins - Perfect Day (A Perfect Day)

### Migliore attrice non protagonista
- Luisa Gavasa - La novia
- Elvira Mínguez - Desconocido - Resa dei conti (El desconocido)
- Marian Álvarez - Felices 140
- Nora Navas - Felices 140

### Miglior regista esordiente
- Daniel Guzmán - A cambio de nada
- Dani de la Torre - Desconocido - Resa dei conti (El desconocido)
- Leticia Dolera - Requisitos para ser una persona normal
- Juan Miguel del Castillo - Techo y comida

### Miglior attore rivelazione
- Miguel Herrán - A cambio de nada
- Fernando Colomo - Isla Bonita
- Álex García - La novia
- Manuel Burque - Requisitos para ser una persona normal

### Migliore attrice rivelazione
- Irene Escolar - Un otoño sin Berlín
- Antonia Guzmán - A cambio de nada
- Iraia Elias - Amama
- Yordanka Ariosa - El rey de La Habana

### Miglior sceneggiatura originale
- Cesc Gay e Tomás Aragay - Truman - Un vero amico è per sempre (Truman)
- Daniel Guzmán - A cambio de nada
- Alberto Marini - Desconocido - Resa dei conti (El desconocido)
- Borja Cobeaga - Negociador

### Miglior sceneggiatura non originale
- Fernando León de Aranoa - Perfect Day (A Perfect Day)
- David Ilundain - B, la película
- Agustí Villaronga - El rey de la Habana
- Javier García Arredondo e Paula Ortiz - La novia

### Miglior produzione
- Andrés Santana e Marta Miró - Nadie quiere la noche
- Carla Pérez de Albéniz - Desconocido - Resa dei conti (El desconocido)
- Toni Novella - Palme nella neve (Palmeras en la nieve)
- Luis Fernández Lago - Perfect Day (A Perfect Day)

### Miglior fotografia
- Miguel Ángel Amoedo - La novia
- Josep María Civit - El rey de La Habana
- Jean-Claude Larrieu - Nadie quiere la noche
- Álex Catalán - Perfect Day (A Perfect Day)

### Miglior montaggio
- Jorge Coira - Desconocido - Resa dei conti (El desconocido)
- David Gallart - Requisitos para ser una persona normal
- Pablo Barbieri - Truman - Un vero amico è per sempre (Truman)
- Nacho Ruiz Capillas - Perfect Day (A Perfect Day)

### Miglior colonna sonora
- Lucas Vidal - Nadie quiere la noche
- Santi Vega - El teatro de más allá. Chavín de Huántar
- Shigeru Umebayashi - La novia
- Alberto Iglesias - Ma ma - Tutto andrà bene (Ma ma)

### Miglior canzone
- «Palmeras en la nieve» di Lucas Vidal e Pablo Alborá - Palmeras en la nieve
- «So Far and Yet so Close» di Antonio Meliveo - El país del miedo
- «Cómo me mata el tiempo» di Luis Ivars - Matar el tiempo
- «Techo y comida» di Daniel Quiñones Perulero e Miguel Carabante Manzano -  Techo y comida

### Miglior scenografia
- Antón Laguna - Palme nella neve (Palmeras en la nieve)
- Jesús Bosqued Maté e Pilar Quintana - La novia
- Arturo García e José Luis Arrizabalaga - Mi gran noche
- Alain Bainée - Nadie quiere la noche

### Migliori costumi
- Clara Bilbao - Nadie quiere la noche
- Paola Torres - Mi gran noche
- Loles García Galeán - Palme nella neve (Palmeras en la nieve)
- Fernando García - Perfect Day (A Perfect Day)

### Miglior trucco e/o acconciatura
- Pablo Perona, Paco Rodríguez H. e Sylvie Imbert - Nadie quiere la noche
- Esther Guillem e Pilar Guillem - La novia
- Ana Lozano, Fito Dellibarda e Massimo Gattabrusi - Ma ma - Tutto andrà bene (Ma ma)
- Alicia López, Karmele Soler, Manolo García e Pedro de Diego - Palme nella neve (Palmeras en la nieve)

### Miglior sonoro
- David Machado, Jaime Fernández e Nacho Arenas - Desconocido - Resa dei conti (El desconocido)
- Marc Orts, Oriol Tarragó e Sergio Bürmann - Anacleto: agente segreto (Anacleto, agente secreto)
- Clemens Grulich, César Molina e Nacho Arenas - La novia
- David Rodríguez, Nicolás de Poulpiquet e Sergio Bürmann - Mi gran noche

### Migliori effetti speciali
- Lluís Castells e Lluis Rivera - Anacleto: agente segreto (Anacleto, agente secreto)
- Isidro Jiménez e Pau Costa - Desconocido - Resa dei conti (El desconocido)
- Curro Muñoz e Juan Ramón Molina - Mi gran noche
- Curro Muñoz e Reyes Abades - Tiempo sin aire

### Miglior film d'animazione
- Mike sulla luna (Atrapa la bandera), regia di Enrique Gato
- Meñique y el espejo mágico, regia di Ernesto Padrón
- Noche ¿de paz?, regia di Juan Galiñanes
- Yoko y sus amigos, regia di Juanjo Elordi e Rishat Gilmetdinov

### Miglior documentario
- Sueños de sal, regia di Alfredo Navarro
- Chicas nuevas 24 horas, regia di Mabel Lozano
- I Am Your Father, regia di Toni Bestard e Marcos Cabotá
- The Propaganda Game, regia di Álvaro Longoria

### Miglior film europeo
- Mustang, regia di Deniz Gamze Ergüven
- Vado a scuola (Sur le chemin de l'école), regia di Pascal Plisson
- Leviathan (Leviafan), regia di Andrej Zvjagincev
- Macbeth, regia di Justin Kurzel

### Miglior film straniero in lingua spagnola
- Il clan (El Clan), regia di Pablo Trapero
- La Once, regia di Maite Alberdi
- Magallanes, regia di Salvador del Solar
- Vestido de novia, regia di Marilyn Solaya

### Miglior cortometraggio di finzione
- El corredor, regia di José Luis Montesinos
- Cordelias, regia di Gracia Querejeta
- El Trueno Rojo, regia di Álvaro Ron
- Inside the Box, regia di David Martín-Porras
- Os meninos do rio, regia di Javier Macipe

### Miglior cortometraggio documentario
- Hijos de la Tierra, regia di Álex O’Mill Tubau e Patxi Uriz Domezáin
- Regreso a la Alcarria, regia di Tomás Cimadevilla
- Ventanas, regia di Pilar García Elegido
- Viento de atunes, regia di Alfonso O’Donnell

### Miglior cortometraggio d'animazione
- Alike, regia di Daniel Martínez Lara e Rafael Cano Méndez
- Honorio. Dos minutos de sol, regia di Francisca Ramírez Villaverde e Francisco Gisbert Picó
- La noche del océano, regia di María Lorenzo Hernández
- Víctimas de Guernica, regia di Ferrán Caum

### Premio Goya alla carriera
- Mariano Ozores